# Meherbai Tata
Meherbai Tata, död 1931, var en indisk feminist och filantrop. 
Hon gifte sig med Sir Dorab Tata, ordförande för Executive Committee of the Bombay Council. 
Mehribai Tata hade besökt Europa 1904 och inspirerats av den europeiska kvinnorörelsen, och identifierat purdah, kastsystemet och bristen på bildning som orsaker till att Indiens kvinnor svårigheter att engagera sig offentligt, och uppmanade istället män att införa reformer för kvinnlig frigörelse. Den indiska kvinnorörelsen hade börjat endast några år tidigare under Women's Indian Association. Hon var grundare av National Council of Women in India 1925.